# Lední hokej na Zimních olympijských hrách 1948

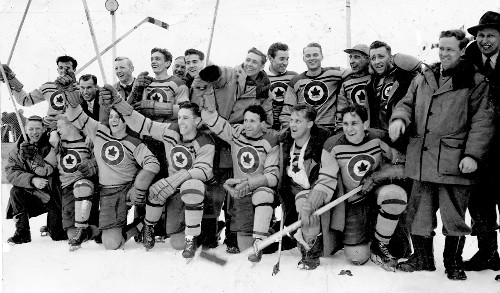
Olympijský vítěz RCAF Flyers

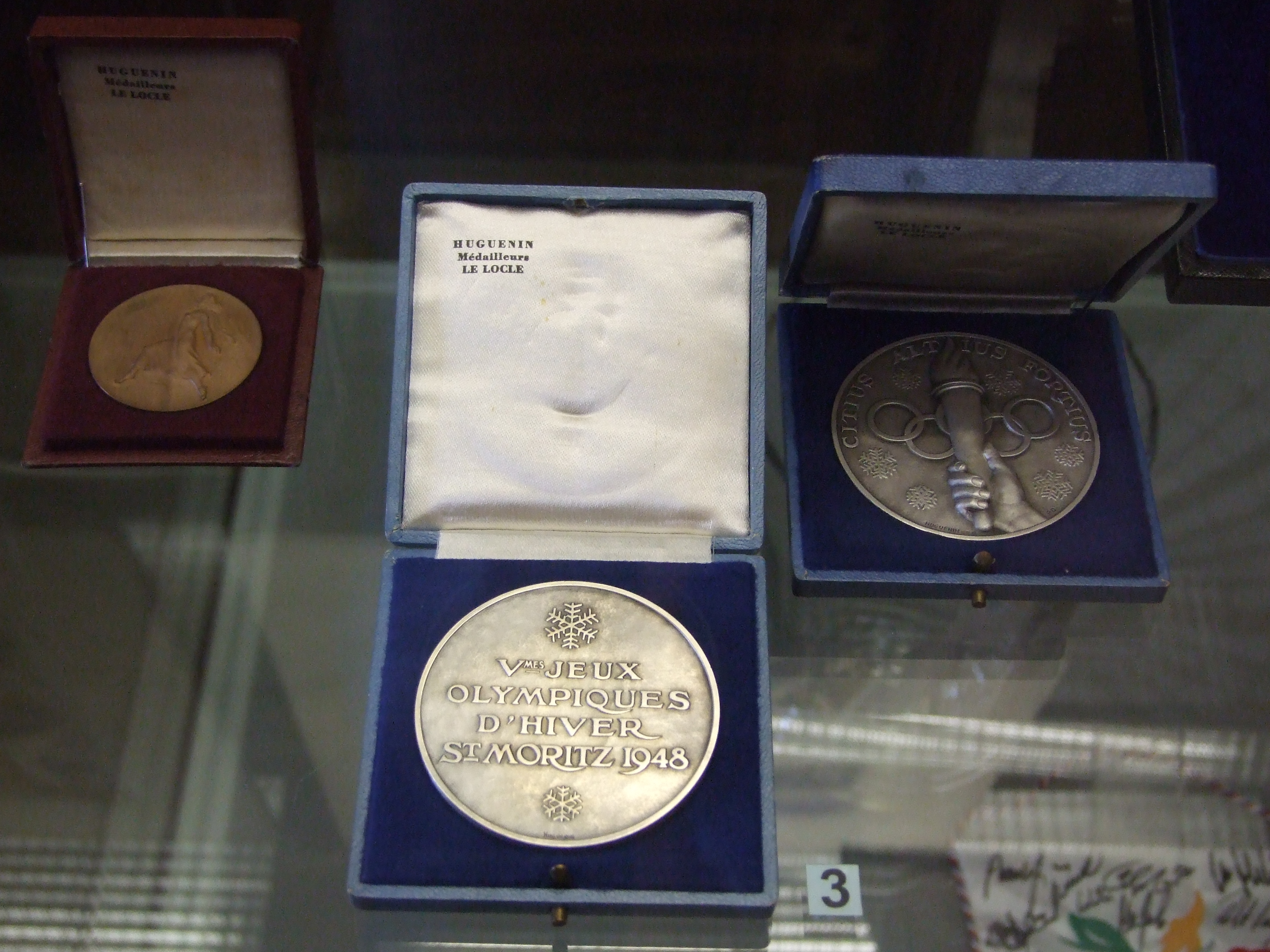
Stříbrnou medaili získal tým Československa

Hokejový turnaj v rámci Zimních olympijských her 1948 se konal od 30. ledna do 10. února ve Svatém Mořici ve Švýcarsku zároveň také jako 15. mistrovství světa a 26. Mistrovství Evropy v ledním hokeji. Turnaje se zúčastnilo devět mužstev, která se utkala jednokolovým systémem každý s každým. Výsledky mužstva USA se však započítávaly pouze do pořadí mistrovství světa. O pořadí na prvních dvou místech olympijského turnaje rozhodoval při bodové rovnosti brankový podíl, který přinesl zlaté medaile Kanadě. Českoslovenští hokejisté skončili na druhém místě, které jim zajistilo titul mistra Evropy.

## Průběh

### Předehra
Před začátkem prvního olympijského turnaje v ledním hokeji po druhé světové válce došlo k velkému problému. USA na něj vyslaly dvě reprezentační mužstva. Jedno tvořili hráči vyslaní AHAUS (Amateur Hockey Association of United States), která byla členem tehdejší LIHG. Druhý tým sestavila AAU (Amateur Athletic Union), jejíž zájmy prosazoval předseda Olympijského výboru USA Avery Brundage. Podobnou situaci se o rok dříve podařilo před mistrovstvím světa v Praze díky dlouholetému předsedovi LIHG Paulovi Loicqovi vyřešit na poslední chvíli spojením obou mužstev. Mezinárodní olympijský výbor (MOV) v čele se Sigfridem Edströmem se ovšem nepoučil a jeho nerozhodnost způsobila vážný rozkol. Turnaj byl zároveň organizován jako mistrovství světa v ledním hokeji. Mezinárodní hokejová federace vedená novým předsedou Fritzem Kraatzem proto odmítla připustit účast v turnaji mužstvu, které nevyslal její člen a byla připravena uspořádat mistrovství světa odděleně od olympijských her v Davosu. Brundage naopak pohrozil, že při neúčasti ledních hokejistů vyslaných AAU opustí olympijské hry i ostatní sportovci USA. Na žádnou z popisovaných krajních variant nedošlo. V den zahájení se zúčastnili slavnostního nástupu hráči vyslaní AHAUS, kteří potom vskutku odehráli celý turnaj. Ten se stal součástí olympijských her s tím, že výsledky týmu USA se do olympijské tabulky nezapočítávaly.,,

### Turnaj
Hokejový turnaj se odehrával na třech různých stadiónech, na nichž byl ovšem pouze přírodní led. Vzhledem k nadmořské výšce kolem 2 000 m n. m. organizátoři neočekávali problémy, které nastaly. Střídavě padal sníh a přicházela obleva. Lední hokej nebyl brán jako hlavní součást olympiády, což se projevovalo ve více směrech. MOV to dal najevo již liknavým řešením sporu, který nastal před začátkem olympiády. V jejím průběhu pak ve večerních hodinách dostávalo na jediném stadiónu s umělým osvětlením přednost krasobruslení. Některé zápasy hokejového turnaje se hrály před nedůstojnou návštěvou pár desítek lidí, protože jejich dějištěm se staly soukromé ledové plochy u hotelů Palace a Suvretta. Výjimkou z tohoto neutěšeného stavu byl moment, kdy domácí hokejista Torriani zapálil olympijský oheň a složil za všechny sportovce olympijský slib.
Na rozdíl od světového mistrovství v Praze nedošlo ve Svatém Mořici v průběhu turnaje k žádnému nečekanému zvratu v jeho vývoji. Dalo se dobře porovnávat, protože počet mužstev byl podobný. Navíc se zúčastnili jako favorité Kanaďané, obhájci posledního olympijského zlata z roku 1936 Britové a v roli outsidera místo Rumunů a Belgičanů přijeli Italové.
K poslednímu místu Italové směřovali od prvního utkání, v němž vysoko prohráli s československým týmem. Více než polovina zápasů na turnaji skončila dvouciferným výsledkem a toto byl jeden z nich. Největšího rozdílu ve skóre v zápase s Italy dosáhli ovšem Američané.
Výrazný propad vůči prvnímu poválečnému mistrovství světa zaznamenal tým Rakouska. Bronzové medaile byly pro něj vzhledem k jediné výhře v celém turnaji tentokrát v nedohlednu. Rok starou nepříjemnou porážku Rakušanům oplatili Švédové. Skandinávské mužstvo však mělo také velmi daleko ke stříbrným medailím, které si odvezlo z Prahy. K předválečnému olympijskému triumfu se ani nepřiblížili Britové, protože skončili až za jediným zástupcem ze severu Evropy. Svou pozici si i po roce naopak udrželo Polsko, které znovu dosáhlo dvou výher.
Na domácím ledě se dařilo Švýcarům. K vrcholným okamžikům z jejich pohledu patřila vysoká výhra na Švédy, kterou zařídila šesti góly útočna řada Treppa a bratrů Polterů. Tři dny před koncem turnaje byl domácí tým nadále bez porážky. Na dva nejlepší účastníky olympiády však posléze nestačil.

### Neporažení
Českoslovenští hokejisti dorazili do Svatém Mořici jako obhájci titulu mistra světa. Trenér Mike Buckna tentokrát mohl nominovat sedmnáct hráčů, což bylo o dva více než v předešlém roce. Nově se do sestavy vešli obránci Oldřich Zábrodský, který byl k nelibosti jeho bratra Vladimíra z kádru vyřazen o rok dříve jako poslední, a Přemysl Hainý. V útoku dostali první šanci na velkém turnaji vedle sebe Vladimír Kobranov a Augustin Bubník.
Československo se od začátku turnaje snažilo soupeře překonávat především útočnou hrou, což se projevilo ve skóre jednotlivých zápasů. Jedním z cílů týmu bylo nechat zapomenout na rok starou porážku od Švédska, což se i přes špatný stav hrací plochy podařilo. V následujícím zápase s Velkou Británií došlo k tomu, že při vyloučení brankáře Modrého musel jít dle tehdejších pravidel do branky chytat na dvě minuty obránce Pokorný.
Bez ztráty bodu procházelo turnajem také kanadské mužstvo. Jeho členy byli především muži z RCAF, kteří do dějiště her dorazili z různých vojenských posádek rozmístěných v Evropě. Kanaďané vycházeli při získávání bodů z pečlivé hry v obraně. Alespoň jednu branku inkasovali v méně než polovině zápasů.
Přestože se vzájemné utkání československých a kanadských hokejistů mělo odehrát několik dnů před koncem turnaje, bylo zřejmé, že se v něm bude rozhodovat o novém olympijském vítězi. Kanada vzhledem k minimu dosud inkasovaných gólů vstupovala do zápasu ve výhodnější pozici. Kanadský rodák a zároveň trenér československého mužstva v jedné osobě Buckna se rozhodl přizpůsobit taktiku pro klíčový zápas soupeři. Výsledkem oboustranně náročného zápasu byla bezbranková remíza, která více vyhovovala Kanaďanům. Pro Československo se též jednalo o výrazný úspěch, protože poprvé v historii na mistrovství světa v ledním hokeji s Kanadou neprohrálo. Nejlepší střelec týmu V. Zábrodský si přesto po utkání a po návratu do vlasti i v československém tisku stěžoval na svázanost zvolenou taktikou. Poukazoval na možnost lepšího využití přesilových her, kterých měl československý tým k dispozici dvojnásobný počet než soupeř. Trenér Buckna se hájil, že nechtěl před zbývajícími zápasy případnou porážkou otřást sebedůvěrou mužstva.,,
Československé mužstvo ještě čekal především duel s domácími hokejisty, kteří v případě výhry měli zajištěn titul mistra Evropy. Švýcarští hráči na něj měli naději ještě po první třetině, v níž za Československo skóroval pouze útočník Bouzek, pro něhož se jednalo na turnaji o druhý zápas, k němuž nastoupil. Tentýž hráč přidal ještě jeden gól, čímž výrazně přispěl k vysokému vítězství. Kanaďané neporazili na závěr olympijského turnaje domácí hokejisty tak vysokým rozdílem, ale přesto jim to k celkovému prvenství v turnaji stačilo. O pořadí na prvních dvou místech rozhodoval mezi týmy, které spolu uhrály v turnaji jedinou remízu, brankový podíl celkového skóre ze všech zápasů. Kanada ho měla lepší než soupeř. Československo se stejným počtem bodů doplatilo na vysoký počet branek, které inkasovalo v zápasech se slabšími soupeři a obhájilo alespoň titul mistra Evropy.

## Výsledky a tabulky

### Tabulka ZOH
| V. | ZOH            | CAN  | TCH            | SUI       | SWE     | GBR                | POL    | AUT      | ITA    | V | R | P | Skóre  | B  |
| 1. | Kanada         |      | 0:0            | 3:0       | 3:1     | 3:0                | 15:0   | 12:0     | 21:1   | 6 | 1 | 0 | 57:2   | 13 |
| 2. | ČSR            | 0:0  | Československo | 7:1       | 6:3     | 11:4               | 13:1   | 17:3     | 22:3   | 6 | 1 | 0 | 76:15  | 13 |
| 3. | Švýcarsko      | 0:3  | 1:7            | Švýcarsko | 8:2     | 12:3               | 14:0   | 11:2     | 16:0   | 5 | 0 | 2 | 62:17  | 10 |
| 4. | Švédsko        | 1:3  | 3:6            | 2:8       | Švédsko | 4:3                | 13:2   | 7:1      | 23:0   | 4 | 0 | 3 | 53:23  | 8  |
| 5. | Velká Británie | 0:3  | 4:11           | 3:12      | 3:4     | Spojené království | 7:2    | 5:4      | 14:7   | 3 | 0 | 4 | 36:43  | 6  |
| 6. | Polsko         | 0:15 | 1:13           | 0:14      | 2:13    | 2:7                | Polsko | 7:5      | 13:7   | 2 | 0 | 5 | 25:74  | 4  |
| 7. | Rakousko       | 0:12 | 3:17           | 2:11      | 1:7     | 4:5                | 5:7    | Rakousko | 16:5   | 1 | 0 | 6 | 31:64  | 2  |
| 8. | Itálie         | 1:21 | 3:22           | 0:16      | 0:23    | 7:14               | 7:13   | 5:16     | Itálie | 0 | 0 | 7 | 23:125 | 0  |

- Výsledky USA byly po ZOH anulovány.

### Tabulka MS podle LIHG s výsledky USA
| 15. | Mistrovství světa | CAN  | TCH            | SUI       | USA  | SWE     | GBR                | POL    | AUT      | ITA    | V | R | P | Skóre  | B  | BP*   |
| 1.  | Kanada            |      | 0:0            | 3:0       | 12:3 | 3:1     | 3:0                | 15:0   | 12:0     | 21:1   | 7 | 1 | 0 | 69:5   | 15 | 13,8  |
| 2.  | ČSR               | 0:0  | Československo | 7:1       | 4:3  | 6:3     | 11:4               | 13:1   | 17:3     | 22:3   | 7 | 1 | 0 | 80:18  | 15 | 4,444 |
| 3.  | Švýcarsko         | 0:3  | 1:7            | Švýcarsko | 5:4  | 8:2     | 12:3               | 14:0   | 11:2     | 16:0   | 6 | 0 | 2 | 67:21  | 12 | 3,190 |
| 4.  | USA               | 3:12 | 3:4            | 4:5       |      | 5:2     | 4:3                | 23:4   | 13:2     | 31:1   | 5 | 0 | 3 | 86:33  | 10 | 2,606 |
| 5.  | Švédsko           | 1:3  | 3:6            | 2:8       | 2:5  | Švédsko | 4:3                | 13:2   | 7:1      | 23:0   | 4 | 0 | 4 | 55:28  | 8  | 1,964 |
| 6.  | Velká Británie    | 0:3  | 4:11           | 3:12      | 3:4  | 3:4     | Spojené království | 7:2    | 5:4      | 14:7   | 3 | 0 | 5 | 39:47  | 6  | 0,829 |
| 7.  | Polsko            | 0:15 | 1:13           | 0:14      | 4:23 | 2:13    | 2:7                | Polsko | 7:5      | 13:7   | 2 | 0 | 6 | 29:97  | 4  | 0,298 |
| 8.  | Rakousko          | 0:12 | 3:17           | 2:11      | 2:13 | 1:7     | 4:5                | 5:7    | Rakousko | 16:5   | 1 | 0 | 7 | 33:77  | 2  | 0,428 |
| 9.  | Itálie            | 1:21 | 3:22           | 0:16      | 1:31 | 0:23    | 7:14               | 7:13   | 5:16     | Itálie | 0 | 0 | 8 | 24:156 | 0  | 0,153 |

| 26. | Mistrovství Evropy |
| 1.  | ČSR                |
| 2.  | Švýcarsko          |
| 3.  | Švédsko            |
| 4.  | Velká Británie     |
| 5.  | Polsko             |
| 6.  | Rakousko           |
| 7.  | Itálie             |

- Titul mistra Evropy do 1970 získalo evr. mužstvo, které se umístilo nejlépe v konečné tabulce MS.
- BP* – při rovnosti bodů se pořadí určovalo podle brankového podílu.

 Švýcarsko –  USA 5:4 (1:0, 1:1, 3:3)
30. ledna 1948 (11:00) – Svatý Mořic (Olympia-Eisstadion Badrutts Park)

Branky a nahrávky Švýcarska: 14:00 Ulrich Poltera (Gebhard Poltera), 29. Ulrich Poltera, 3:1 45. Hans Dürst (Walter Dürst), 46. Gebhard Poltera (Hans-Martin Trepp), 55. Ulrich Poltera.

Branky a nahrávky USA: 33. Jack Riley (Robert Boeser), 3:2 45. Ralph Warburton, 47. Ralph Warburton (Bruce Cunliffe), 56. Ralph Warburton.

Rozhodčí: Carl Erhardt (GBR), Josef Hermann (TCH)

Vyloučení: 2:1

Diváků: 10 000
Švýcarsko: Reto Perl - Hans Cattini, Ferdinand Cattini,  Emil Handschin, Heinrich Boller - Richard Torriani, Walter Dürst, Hans Dürst - Hans-Martin Trepp, Ulrich Poltera, Gebhard Poltera.
USA: Goodwin Harding - Stanton Priddy, John Kirrane, Allan Opsahl, Donald Geary - Bruce Cunliffe, Bruce Mather, Ralph Warburton - Robert Boeser, Jack Riley, Robert Baker.
 Československo –  Itálie	22:3 (6:0, 10:1, 6:2)
30. ledna 1948 (14:00) – Svatý Mořic (Suvretta-Haus)

Branky a nahrávky Československa: 1:0 3. Vladimír Zábrodský, 2:0 5. Miroslav Sláma (Jaroslav Drobný), 3:0 7. Karel Stibor, 4:0 15. Miroslav Sláma, 5:0 19. Vladimír Zábrodský, 6:0 20. Karel Stibor, 7:0 22. Miroslav Sláma, 8:0 24. Miroslav Sláma (Jaroslav Drobný), 9:0 30. Stanislav Konopásek (Vladimír Zábrodský), 10:0 33. Václav Roziňák, 11:0 Václav Roziňák, 12:0 34. Jaroslav Drobný, 13:1 38. Vladimír Zábrodský, 14:1 38. Václav Roziňák, 15:1 39. Jaroslav Drobný, 16:1 40. Václav Roziňák, 17:1 50. Vladimír Zábrodský, 18:1 52. Ladislav Troják, 19:2 57. Václav Roziňák (Jaroslav Drobný), 20:2 58. Stanislav Konopásek, 21:2 59. Stanislav Konopásek, 22:2 60. Miroslav Sláma. 

Branky a nahrávky Itálie: 12:1 35. Otto Rauth, 18:2 54. Vincenzo Fardella (Aldo Federici), 22:3 60. Vincenzo Fardella.    

Rozhodčí: Pierre van Reyschoot (BEL), Jack Lutta (SUI)

Vyloučení: 1:0 (využití 0:0)

Diváků: 150
ČSR: Bohumil Modrý – Josef Trousílek, Miroslav Sláma, Vilibald Šťovík, Přemysl Hainý - Ladislav Troják, Vladimír Zábrodský, Stanislav Konopásek - Václav Roziňák, Jaroslav Drobný, Karel Stibor.
Itálie: Constanzo Mongini – Dino Innocenti - Franco Rossi, Giancarlo Bucchetti, Aldo Federici - Ignazio Dionisi, Aldo Federici, Vincenzo Fardella - Umberto Gerli, Otto Rauth, Carlo Bulgheroni.
 Polsko –  Rakousko 7:5 (2:0, 4:2, 1:3)
30. ledna 1948 (14:00) – Svatý Mořic (Palace-Hotel)

Branky Polska: 22. Stefan Csorich, 24. Mieczysław Palus, 29. Hilary Skarżyński, 32. Alfred Gansiniec, 45. Mieczysław Burda, 54. Czesław Marchewczyk, 56. Alfred Gansiniec.

Branky a nahrávky Rakouska: 10. Hans Schneider, 14. Franz Csöngei, 36. Herbert Ulrich, 38. Friedrich Demmer, 51. Walter Feistritzer (Franz Csöngei).

Rozhodčí: Johan Narvestad (NOR), Charlie Kessler (SUI)

Vyloučení: 1:2
Polsko: Henryk Przeździecki - Henryk Bromowicz, Adam Kowalski, Mieczysław Kasprzycki - Stefan Csorich, Mieczysław Palus, Mieczysław Burda - Czesław Marchewczyk, Hilary Skarżyński, Alfred Gansiniec.
Rakousko: Hansjörg Reichel - Friedrich Demmer, Willibald Stanek, Franz Csöngei, Egon Engel - Walter Feistritzer, Oskar Nowak, Hans Schneider - Rudolf Wurmbrand, Herbert Ulrich, Friedrich Walter.
 Kanada –  Švédsko	3:1 (1:1, 1:0, 1:0)
30. ledna 1948 (14:00) – Svatý Mořic (Olympia-Eisstadion Badrutts Park)

Branky a nahrávky Kanady: 5. George Mara (Patsy Guzzo), 23. Wally Halder (Ab Renaud), 41. Reg Schroeter (Louis Lecompte).

Branky a nahrávky Švédska: 3. Claes Lindström (Holger Nurmela).

Rozhodčí: Walter Brown (USA), Josef Fleischlinger (TCH)

Vyloučení: 4:4 navíc Holger Nurmela na 2+10 min.

Diváků: 3 000
Kanada: Murray Dowey - Frank Dunster, Louis Lecompte,Andre Laperriere - Ab Renaud, Wally Halder, Reg Schroeter - Ted Hibberd, George Mara, Patsy Guzzo - Irving Taylor.
Švédsko: Arne Johansson - Rune Johansson, Åke Anderssen, Gunnar Landelius, Åke Erickson - Rolf Eriksson-Hemlin, Stig Emanuel Andersson, Rolf Pettersson - Svante Granlund, Claes Lindström, Holger Nurmela.
 USA –  Polsko 23:4 (5:0, 9:1, 9:3)
31. ledna 1948 (10:30) – Svatý Mořic (Palace-Hotel)

Branky a nahrávky USA: 1:0 3. John Kirrane, 2:0 4. Ralph Warburton (Bruce Cunliffe), 3:0 5. Bruce Cunliffe (Fred Pearson), 4:0 13. John Kirrane (Ralph Warburton), 5:0 14. Jack Riley (Bruce Cunliffe), 6:0 23. Bruce Mather, 7:0 26. John Kirrane (Robert Baker), 8:0 28. Ralph Warburton (Bruce Cunliffe), 9:0 33. Robert Baker, 10:0 33. Jack Riley (Ralph Warburton), 11:0 34. Robert Boeser (Robert Baker), 12:1 38. Bruce Mather (Bruce Cunliffe), 13:1 38. Bruce Cunliffe (Fred Pearson), 14:1 39. Bruce Mather, 15:1 45. Bruce Mather (Ralph Warburton), 16:1 45. Jack Riley, 17:1 46. Jack Riley, 18:3 50. Robert Baker (Robert Boeser), 19:3 50. Ralph Warburton, 20:3 52. Robert Boeser, 21:3 52. Bruce Cunliffe, 22:3 56. Jack Riley, 23:4 60. Ralph Warburton.

Branky a nahrávky Polska: 11:1 36. Mieczysław Burda, 17:2 47. Stefan Csorich, 17:3 47. Mieczysław Burda, 22:4 56. Mieczysław Palus.

Rozhodčí: Hans-Kurt Tschäppeler (SUI), Vojtěch Okoličány (TCH)

Vyloučení: 10:10 navíc John Kirrane, Bruce Mather, Jack Riley, Henryk Bromowicz, Alfred Gansiniec na 5 minut.

Diváků: 300
USA: Goodwin Harding - Stanton Priddy, John Kirrane, Allan Opsahl, Fred Pearson - Bruce Cunliffe, Bruce Mather, Ralph Warburton - Robert Boeser, Jack Riley, Robert Baker.
Polsko: Henryk Przeździecki (20. Jan Maciejko) - Henryk Bromowicz, Adam Kowalski, Mieczysław Kasprzycki, Eugeniusz Lewacki - Stefan Csorich, Mieczysław Palus, Mieczysław Burda - Czesław Marchewczyk, Hilary Skarżyński, Alfred Gansiniec.
 Československo –  Švédsko	6:3 (3:2, 3:1, 0:0)
31. ledna 1948 (14:00) – Svatý Mořic (Olympia-Eisstadion Badrutts Park)

Branky a nahrávky Československa: 9. Stanislav Konopásek (Miroslav Sláma), 19. Vladimír Zábrodský (Jaroslav Drobný), 12. Karel Stibor (Miloslav Pokorný), 22. Vladimír Zábrodský (Stanislav Konopásek), 26. Stanislav Konopásek, 40. Vladimír Zábrodský (Stanislav Konopásek).

Branky a nahrávky Švédska: 6. Svante Granlund (Lars Ljungman), 15. Åke Andersson, 36. Rolf Eriksson-Hemlin (Holger Nurmela).

Rozhodčí: Jacques Lacarrière (FRA), Walter Brown (USA)

Vyloučení: 4:4 (využití 1:1)

Diváků: 4 000
ČSR: Bohumil Modrý – Miroslav Sláma, Oldřich Zábrodský, Miloslav Pokorný, Vilibald Šťovík - Ladislav Troják, Vladimír Zábrodský, Stanislav Konopásek - Václav Roziňák, Jaroslav Drobný, Karel Stibor.
Švédsko: Arne Johansson – Gunnar Landelius, Rune Johansson, Åke Andersson, Åke Ericsson - Rolf Eriksson-Hemlin, Svante Granlund, Lars Ljungman - Rolf Pettersson, Claes Lindström, Holger Nurmela.
 Velká Británie –  Rakousko 5:4 (1:2, 1:1, 3:1)
31. ledna 1948 (14:00) – Svatý Mořic (Suvretta-Haus)

Branky a nahrávky Velké Británie: 1:1 Frank Green, 2:2 James Chappell, 3:3 Lennie Baker, 4:4 Lennie Baker (Frederick Dunkleman), 5:4 John Oxley (Frank Green).

Branky a nahrávky Rakouska: 0:1 Herbert Ulrich (Walter Feistritzer), 1:2 Gustav Gross, 2:3 Julius Juhn, 3:4 Walter Feistritzer (Herbert Ulrich).

Rozhodčí: Pierre van Reyschoot (BEL), Kurt Hauser (SUI)

Diváků: 200
Velká Británie: Stan Simon - Art Green, Archibald Stinchcombe, Gerry Davey, Thomas Syme - Frank Green, John Oxley, George Baillie - Frederick Dunkleman, James Chappell, Lennie Baker.
Rakousko: Hansjörg Reichel - Helfried Winger, Willibald Stanek,Franz Csöngei, Egon Engel - Walter Feistritzer, Herbert Ulrich, Gustav Gross - Friedrich Walter, Rudolf Wurmbrand, Julius Juhn.
 Švýcarsko –  Itálie	16:0 (4:0, 9:0, 3:0)
31. ledna 1948 (14:00) – Svatý Mořic (Palace-Hotel)

Branky a nahrávky Švýcarska: 1:0 Hans-Martin Trepp, 2:0 Ulrich Poltera (Gebhard Poltera), 3:0 Ulrich Poltera, 4:0 Hans-Martin Trepp, 5:0 Ulrich Poltera (Hans Cattini), 6:0 Heinrich Lohrer, 7:0 Ulrich Poltera, 8:0 Ulrich Poltera, 9:0 Gebhard Poltera, 10:0 Hans-Martin Trepp, 11:0 Emil Handschin (Heinrich Lohrer), 12:0 Ulrich Poltera (Gebhard Poltera), 13:0 Heinrich Boller, 14:0 Alfred Bieler, 15:0 Gebhard Poltera (51),16:0 Alfred Bieler.

Rozhodčí: Frank de Marwicz (GBR), Gösta Ahlin (SWE)

Diváků: 600
Švýcarsko: Hans Bänninger - Hans Cattini, Ferdinand Cattini, Emil Handschin, Heinrich Boller - Hans-Martin Trepp, Ulrich Poltera, Gebhard Poltera - Alfred Bieler, Heinrich Lohrer, Werner Lohrer.
Itálie: Gianantonio Zopegni - Luigi Bestagini, Franco Rossi, Giancarlo Bucchetti, Arnaldo Fabris - Aldo Federici, Dino Innocenti, Vincenzo Fardella - Umberto Gerli, Otto Rauth, Carlo Bulgheroni.
 Kanada –  Velká Británie 3:0 (1:0, 1:0, 1:0)
1. února 1948 (10:00) – Svatý Mořic (Palace-Hotel)

Branky a nahrávky Kanady: 2. Reg Schroeter (Ab Renaud), 24. George Mara, 57. Wally Halder (Louis Lecompte).

Rozhodčí: Hans-Kurt Tschäppeler (SUI), Gösta Ahlin (SWE)

Vyloučení: 12:9

Diváků: 800
Kanada: Murray Dowey - Frank Dunster, Louis Lecompte, Andre Laperriere, Orval Gravelle - Ab Renaud, Wally Halder, Reg Schroeter - Ted Hibberd, George Mara, Patsy Guzzo.
Velká Británie: Stan Simon - Gerry Davey, Thomas Syme, Art Green, George Baillie - Lennie Baker, James Chappell, Frederick Dunkleman - John Murray, John Oxley, Frank Green.
 USA –  Itálie 31:1 (6:0, 11:1, 14:0)
1. února 1948 (10:00) – Svatý Mořic (Suvretta-Haus)

Branky a nahrávky USA: 1:0 4. Bruce Cunliffe (Bruce Mather), 2:0 12. Ralph Warburton (Bruce Cunliffe), 3:0 13. Bruce Cunliffe (Bruce Mather), 4:0 16. Jack Riley (Robert Baker), 5:0 20. Bruce Mather (Bruce Cunliffe), 6:0 20. Bruce Mather, 7:1 22. Bruce Mather  (Ralph Warburton), 8:1 24. Robert Boeser (Allan Opsahl), 9:1 28. Robert Baker, 10:1 29. Jack Riley (Robert Baker), 11:1 31. Robert Boeser (Fred Pearson), 12:1 33. R. Bowser, 13:1 35. John Kirrane, 14:1 36. Jack Riley, 15:1 36. Robert Baker (Robert Boeser), 16:1 38. Bruce Mather (Ralph Warburton), 17:1 40. Bruce Cunliffe (Allan Opsahl), 18:1 41. Ralph Warburton, 19:1 42. Ralph Warburton (Bruce Mather), 20:1 44. Robert Baker (Jack Riley), 21:1 45. Jack Riley, 22:1 49. Bruce Cunliffe (Ralph Warburton), 23:1 50. Ralph Warburton (Bruce Mather), 24:1 50. Bruce Mather (Bruce Cunliffe), 25:1 53. Robert Baker (Robert Boeser), 26:1 54. Fred Pearson, 27:1 54. Robert Boeser (Fred Pearson), 28:1 55. Bruce Cunliffe (Ralph Warburton), 29:1 55. Ralph Warburton, 30:1 59. Fred Pearson (Jack Riley), 31:1 60. Robert Baker.

Branky Itálie: 6:1 22. Vincenzo Fardella (Giancarlo Bassi).

Rozhodčí: Pierre Lacarriere (FRA), Kurt Wollinger (AUT)

Vyloučení: 1:0

Diváků: 300
USA: Terrell Van Ingen - tanton Priddy, John Kirrane, Allan Opsahl, Fred Pearson - Bruce Cunliffe, Bruce Mather, Ralph Warburton - Robert Boeser, Jack Riley, Robert Baker.
Itálie: Gianantonio Zopegni - Luigi Bestagini, Giancarlo Bassi, Arnaldo Fabris, Giancarlo Bucchetti - Mario Bedogni, Dino Menardi, Claudio Apollonio - Umberto Gerli, Vincenzo Fardella, Carlo Bulgheroni.
 Československo –  Polsko 13:1 (2:0, 5:1, 6:0)
1. února 1948 (15:00) – Svatý Mořic (Suvretta-Haus)

Branky a nahrávky  Československa: 1. Vladimír Zábrodský (Jaroslav Drobný), 18. Vladimír Bouzek, 24. Vladimír Bouzek (Augustin Bubník), 4:1 25. Josef Trousílek, 5:1 25. Vladimír Bouzek (Jaroslav Drobný), 33. Vladimír Zábrodský (Ladislav Troják), 40. Vladimír Bouzek, 47. Jaroslav Drobný (Josef Trousílek), 48. Josef Trousílek (Vladimír Zábrodský), 49. Jaroslav Drobný, 50. Vladimír Bouzek (Přemysl Hajný), 52. Vladimír Zábrodský (Jaroslav Drobný), 53. Vladimír Zábrodský (Miloslav Pokorný). 

Branky Polska: 22. Eugeniusz Lewacki.

Rozhodčí: Emile Goël (SUI), Carl Erhardt (GBR)

Vyloučení: 2:0 (využití 0:0, v oslabení 3:0)

Diváků: 150
ČSR: Zdeněk Jarkovský – Přemysl Hainý, Miloslav Pokorný, Vilibald Šťovík, Josef Trousílek - Ladislav Troják, Vladimír Zábrodský, Jaroslav Drobný - Vladimír Kobranov, Augustin Bubník, Vladimír Bouzek.
Polsko: Henryk Przeździecki (20. Jan Maciejko) - Henryk Bromowicz, Adam Kowalski, Mieczysław Kasprzycki, Maksymilian Więcek - Stefan Csorich, Mieczysław Palus, Eugeniusz Lewacki - Mieczysław Burda, Tomasz Jasiński, Tadeusz Dolewski.
 Švýcarsko –  Rakousko 11:2 (2:2, 3:0, 6:0)
1. února 1948 (15:00) – Svatý Mořic (Palace-Hotel)

Branky a nahrávky  Švýcarska: 1:0 Heinrich Lohrer, 2:1 Werner Lohrer (Alfred Bieler), 2:2 Gustav Gross, 3:2 Hans Cattini, 4:2 Heinrich Lohrer, 5:2 Werner Lohrer (Heinrich Lohrer), 6:2 Walter Dürst (Hans Dürst), 7:2 Alfred Bieler (Walter Lohrer), 8:2 Walter Dürst (Richard Torriani), 9:2 Walter Dürst (Richard Torriani), 10:2 Heinrich Lohrer, 11:2 Ferdinand Cattini (Heinrich Lohrer).

Branky Rakouska: 1:1 Walter Feistritzer, 2:2 Gustav Gross.

Rozhodčí: Walter Brown (USA), Michal Polóni (TCH)

Vyloučení: 1:1 navíc Helfried Winger na 5minut.

Diváků: 2 000
Švýcarsko: Reto Perl - Emil Handschin, Beat Ruedi, Hans Cattini, Ferdinand Cattini - Richard Torriani, Hans Dürst, Walter Dürst - Alfred Bieler, Heinrich Lohrer, Werner Lohrer.
Rakousko: Fredl Huber (40. Hansjörg Reichel) - Willibald Stanek, Franz Csöngei, Egon Engel, Helfried Winger - Friedrich Walter, Oskar Nowak, Gustav Gross - Walter Feistritzer, Herbert Ulrich, Julius Juhn.
 Švédsko –  Rakousko	7:1 (3:1, 1:0, 3:0)
2. února 1948 (10:00) – Svatý Mořic (Palace-Hotel)

Branky a nahrávky  Švédska: 3. Claes Lindström, 6. Lars Ljungman (Rolf Eriksson-Hemlin), 13. Claes Lindström, 23. Svante Granlund (Bror Pettersson), 56. S. Thunman, 57. Lars Ljungman, 59. Åke Ericsson.

Branky Rakouska: 18. Oskar Novák.

Rozhodčí: Vojtěch Okoličány (TCH), Frank de Marwitz (GBR)

Vyloučení: 2:1 navíc Lars Ljungman na 10 minut.

Diváků: 300
Švédsko: Kurt Svanberg - Åke Andersson, Åke Ericsson, Sven Thunman, Svante Granlund -  Rolf Eriksson-Hemlin, Lars Ljungman, Rolf Pettersson - Bror Pettersson, Claes Lindström, Holger Nurmela.
Rakousko: Hansjörg Reichel - Friedrich Demmer, Willibald Stanek, Franz Csöngei, Egon Engel - Walter Feistritzer, Oskar Nowak, Julius Juhn - Rudolf Wurmbrand, Friedrich Walter, Gustav Gross.
 Československo –  Velká Británie 11:4 (4:1, 6:1, 1:2)
2. února 1948 (15:00) – Svatý Mořic (Olympia-Eisstadion Badrutts Park)

Branky a nahrávky Československa: 2. Vladimír Zábrodský, 8. Stanislav Konopásek (Vladimír Zábrodský), 11. Stanislav Konopásek (Oldřich Zábrodský), 17. Vladimír Zábrodský (Stanislav Konopásek), 23. Vladimír Zábrodský (Miroslav Sláma), 26. Miloslav Pokorný (Karel Stibor), 33. Stanislav Konopásek (Vladimír Zábrodský), 35. Stanislav Konopásek (Vladimír Zábrodský), 36. Václav Roziňák (Jaroslav Drobný), 39. Jaroslav Drobný (Karel Stibor), 41. Ladislav Troják (Vladimír Zábrodský). 

Branky a nahrávky Velká Británie: 15. Gerry Davey, 29. Frank Green (Lennie Baker), 46. Art Green (John Oxley), 56. Art Green (Archibald Stinchcombe).

Rozhodčí: Jacques Lacarrière (FRA), Kurt Hauser (SUI)

Vyloučení: 5:5 (využití 2:2, v oslabení 1:0) z toho Vilibald Šťovík na 5 minut, Lennie Baker na 2+10 minut.	

Diváků: 3 000
ČSR: Bohumil Modrý – Miroslav Sláma, Oldřich Zábrodský, Miloslav Pokorný, Vilibald Šťovík - Ladislav Troják, Vladimír Zábrodský, Stanislav Konopásek - Václav Roziňák, Jaroslav Drobný, Karel Stibor.
Velká Británie: Stan Simon - Gerry Davey, Thomas Syme, Art Green, George Baillie - John Oxley, Frederick Dunkleman, Archibald Stinchcombe - James Chappell, Lennie Baker, Frank Green.
 Kanada –  Polsko 15:0 (5:0, 6:0, 4:0)
2. února 1948 (15:00) – Svatý Mořic (Suvretta-Haus)

Branky a nahrávky Kanady: 2. Ab Renaud (Wally Halder), 11. Louis Lecompte, 13. Reg Schroeter (Wally Halder), 16. Reg Schroeter (Wally Halder), 20. Orval Gravelle (Patsy Guzzo), 23. Ab Renaud, 25. Patsy Guzzo (George Mara), 27. Wally Halder (Reg Schroeter), 28. Wally Halder, 28. George Mara (Patsy Guzzo), 37. Reg Schroeter (Ab Renaud), 45. Wally Halder (Ab Renaud), 52. Orval Gravelle (George Mara), 55. Andre Laperriere (George Mara), 56. George Mara (Patsy Guzzo).

Rozhodčí: Walter Brown (USA), Josef Fleischlinger (TCH)

Vyloučení: 2:1

Diváků: 150
Kanada: Murray Dowey - Frank Dunster, Louis Lecompte, Andre Laperriere, Orval Gravelle - Ab Renaud, Wally Halder, Reg Schroeter - Ted Hibberd, George Mara, Patsy Guzzo.
Polsko: Jan Maciejko -  Henryk Bromowicz, Adam Kowalski,Maksymilian Więcek, Tomasz Jasiński -  Mieczysław Burda, Mieczysław Palus, Stefan Csorich - Alfred Gansiniec, Bolesław Kolasa, Hilary Skarżyński.
 USA –  Švédsko 5:2 (2:0, 2:1, 1:1)
3. února 1948 (10:00) – Svatý Mořic (Palace-Hotel)

Branky a nahrávky USA: 1. Bruce Mather, 7. Robert Baker (Robert Boeser), 32. Jack Riley (Bruce Mather), 33. Jack Riley (Robert Baker), 50. Robert Boeser (John Kirrane).

Branky Švédska: 33. R. Ericsson-Hemlin, 55. Åke Ericsson.

Rozhodčí: Vojtěch Okoličány (TCH), Frank de Marwitz (GBR)

Vyloučení: 6:8
USA: Goodwin Harding - Stanton Priddy, John Kirrane, Allan Opsahl, Fred Pearson - Bruce Cunliffe, Bruce Mather, Ralph Warburton - Robert Boeser, Jack Riley, Robert Baker.
Švédsko: Kurt Svanberg - Sven Thunman, Rune Johansson, Åke Andersson, Åke Ericsson - Rolf Eriksson-Hemlin, Stig Carlsson, R. Pettersson - Bror Pettersson, Claes Lindström, Lars Ljungman.
 Kanada –  Itálie 21:1 (11:0, 6:0, 4:1)
3. února 1948 (10:00) – Svatý Mořic (Suvretta-Haus)

Branky a nahrávky Kanady: 1:0 1. Wally Halder (Louis Lecompte), 2:0 4. Frank Dunster, 3:0 5. Ted Hibberd, 4:0 6. George Mara, 5:0 7. George Mara (Ted Hibberd), 6:0 7. Reg Schroeter (Wally Halder), 7:0 7. Wally Halder (Ab Renaud), 8:0 9. George Mara, 9:0 15. Wally Halder (Ab Renaud), 10:0 17. Patsy Guzzo (George Mara), 11:0 18. Ted Hibberd (George Mara), 12:0 23. Ted Hibberd (George Mara), 13:0 27. Ab Renaud (Reg Schroeter), 14:0 27. George Mara, 15:0 32. Wally Halder (Andre Laperriere), 16:0 36. Reg Schroeter (Ab Renaud), 17:0 39. O. Gravell (George Mara), 18:0 41. Wally Halder, 19:0 42. Patsy Guzzo, 20:1 49. Patsy Guzzo (George Mara), 21:1 52. George Mara.

Branky Itálie: 19:1 48. Dino Menardi.

Rozhodčí: Kurt Hauser (SUI), Istvan Hüvos (HUN)

Vyloučení: 2:0

Diváků: 100
Kanada: Murray Dowey - Frank Dunster, Louis Lecompte, Andre Laperriere, Orval Gravelle - Ab Renaud, Wally Halder, Reg Schroeter - Ted Hibberd, George Mara, Patsy Guzzo.
Itálie: Gianantonio Zopegni - Dino Innocenti, Luigi Bestagini, Arnaldo Fabris, Giancarlo Bassi - Otto Rauth, Dino Menardi, Aldo Federici - Claudio Apollonio, Carlo Bulgheroni - Mario Bedogni.
 Československo –  Rakousko 17:3 (4:0, 5:1, 8:2)
4. února 1948 (8:00) – Svatý Mořic (Suvretta-Haus)

Branky Československa: 1:0 4. Jaroslav Drobný, 2:0 6. Jaroslav Drobný, 3:0 9. Václav Roziňák, 4:0 18. Vladimír Zábrodský, 5:0 26. Vladimír Zábrodský, 6:1 28. Přemysl Hainý, 7:1 28. Augustin Bubník, 8:1 33. Miloslav Pokorný, 9:1 34. Ladislav Troják, 10:2 46. Ladislav Troják, 11:2 46. Vladimír Zábrodský, 12:2 46. Augustin Bubník, 13:2 47. Jaroslav Drobný, 14:2 54. Vladimír Zábrodský, 15:2 55. Václav Roziňák, 16:3 57. Jaroslav Drobný, 17:3 60. Karel Stibor.

Branky Rakouska: 5:1 27. Rudolf Wurmbrandt, 9:2 45. Gustav Gross, 15:3 56. Gustav Gross.

Rozhodčí: Jacques van Reyschoot (BEL), Jack Lutta (SUI)

Vyloučení: 1:0

Diváků: 100
ČSR: Zdeněk Jarkovský – Přemysl Hainý, Josef Trousílek, Miloslav Pokorný, Oldřich Zábrodský - Augustin Bubník, Vladimír Zábrodský, Ladislav Troják - Václav Roziňák, Jaroslav Drobný, Karel Stibor.
Rakousko: Fredl Huber – Egon Engel, Willibald Stanek, Friedrich Demmer, Franz Csöngei - Walter Feistritzer, Oskar Nowak, Herbert Ulrich - Rudolf Wurmbrand, Friedrich Walter, Gustav Gross.
 Švýcarsko –  Velká Británie 12:3 (5:2, 5:1, 2:0)
4. února 1948 (8:00) – Svatý Mořic (Olympia-Eisstadion Badrutts Park)

Branky a nahrávky Švýcarska: 2. Walter Dürst (Richard Torriani), 4. Ulrich Poltera (Gebhard Poltera), 5. Heinrich Boller, 11. Ulrich Poltera, 14. Ulrich Poltera (Hans-Martin Trepp), 27. Hans Dürst (Walter Dürst), 30. Hans-Martin Trepp (Ulrich Poltera), 37. Hans-Martin Trepp (Beat Ruedi), 38. Gebhard Poltera (Hans-Martin Trepp), 39. Hans Dürst (Beat Ruedi), 42. Beat Ruedi (Richard Torriani), 59. Heinrich Lohrer.

Branky Velké Británie: 7. Frederick Dunkleman, 5:2 Frank Green, 34. Archibald Stinchcombe.

Rozhodčí: Gösta Ahlin (SWE), Vojtěch Okoličány (TCH)

Vyloučení: 4:1

Diváků: 3 000
Švýcarsko: Hans Bänninger - Beat Ruedi, Emil Handschin, Heinrich Boller, Heinrich Lohrer - Hans-Martin Trepp,  Ulrich Poltera, Gebhard Poltera - Richard Torriani, Hans Dürst, Walter Dürst.
Velká Británie: Stan Simon - Art Green, Gerry Davey, Frank Green, Archibald Stinchcombe - James Chappell, Lennie Baker, John Murray - Frederick Dunkleman, Bert Smith, Frank Jardine.
 Polsko –  Itálie	13:7 (3:1, 6:2, 4:4)
4. února 1948 (10:00) – Svatý Mořic (Olympia-Eisstadion Badrutts Park)

Branky a nahrávky Polska: 1:0 Alfred Gansiniec, 2:1 Bolesław Kolasa (Alfred Gansiniec), 3:1 Tomasz Jasiński, 4:2 Hilary Skarżyński, 5:2 Alfred Gansiniec, 6:2 Hilary Skarżyński, 7:2 Bolesław Kolasa (Alfred Gansiniec), 8:2 Hilary Skarżyński,  9:3 Alfred Gansiniec, 10:3 Eugeniusz Lewacki, 11:3 Adam Kowalski,  12:4 Tomasz Jasiński, 13:7 vlastní Gianantonio Zopegni.

Branky Itálie: 1:1 Aldo Federici, 3:2 Aldo Federici, 8:3 Dino Innocenti, 11:4 Otto Rauth, 12:5 Dino Innocenti, 12:6 Carlo Bulgheroni, 12:7 Dino Innocenti.

Rozhodčí: Kurt Hauser (SUI), Josef Hermann (TCH)

Vyloučení: 1:0

Diváků: 1 000
Polsko: Henryk Przeździecki - Henryk Bromowicz, Adam Kowalski, Stefan Csorich, Eugeniusz Lewacki - Alfred Gansiniec, Hilary Skarżyński, Bolesław Kolasa - Mieczysław Palus, Mieczysław Burda, Tomasz Jasiński.
Itálie: Constanzo Mongini (21. Gianantonio Zopegni) - Dino Innocenti, Franco Rossi, Luigi Bestagini, Arnaldo Fabris - Vincenzo Fardella, Aldo Federici, Ignazio Dionisi - Umberto Gerli, Carlo Bulgheroni, Otto Rauth.
 Švýcarsko –  Švédsko 8:2 (3:0, 3:1, 2:1)
5. února 1948 (8:00) – Svatý Mořic (Olympia-Eisstadion Badrutts Park)

Branky a nahrávky Švýcarska: 3. Hans-Martin Trepp (Ulrich Poltera), 12. Ulrich Poltera (Beat Ruedi), 15. Alfred Bieler (Hans Dürst), 24. Hans-Martin Trepp (Ulrich Poltera), 29. Heinrich Lohrer (Alfred Bieler), 32. Gebhard Poltera (Hans-Martin Trepp),  46. Ulrich Poltera (Hans-Martin Trepp), 55. Beat Ruedi (Ulrich Poltera).

Branky a nahrávky Švédska: 36. Rune Johansson, 43. Claes Lindström (Stig Carlsson).

Rozhodčí: Frank de Marvitz (GBR), Michal Poloni (TCH)

Vyloučení: 2:1
Švýcarsko: Reto Perl - Hans Cattini, Ferdinand Cattini, Beat Ruedi, Emil Handschin - Alfred Bieler, Heinrich Lohrer, Hans Dürst - Hans-Martin Trepp, Ulrich Poltera, Gebhard Poltera.
Švédsko: Arne Johansson - Gunnar Landelius, Rune Johansson, Åke Andersson, Åke Ericsson - Bror Pettersson, Stig Emanuel Andersson, Stig Carlsson - Rolf Eriksson-Hemlin, Claes Lindström, Rolf Pettersson.
 Velká Británie –  Polsko 	7:2 (2:0, 1:1, 4:1)
5. února 1948 (8:00) – Svatý Mořic (Suvretta-Haus)

Branky Velké Británie: 1:0 Frank Green, 2:0 Frank Green, 3:1 John Oxley, 4:2 John Oxley, 5:2 Frank Green, 6:2 Frank Green, 7:2 Gerry Davey.

Branky Polska: 2:1 Hilary Skarżyński, 3:2 Eugeniusz Lewacki.

Rozhodčí: Hans-Kurt Tschäppeler (SUI), Josef Fleischlinger (TCH)

Vyloučení: 1:1 + George Baillie na 5 minut.

Diváků: 300
Velká Británie: Stan Simon - Gerry Davey, Thomas Syme, George Baillie, Archibald Stinchcombe - James Chappell, John Oxley, Lennie Baker - John Murray, Bert Smith, Frank Green.
Polsko: Henryk Przeździecki - Henryk Bromowicz, Adam Kowalski, Stefan Csorich, Eugeniusz Lewacki - Tadeusz Dolewski, Mieczysław Burda, Tomasz Jasiński - Czesław Marchewczyk,  Hilary Skarżyński, Bolesław Kolasa.
 Kanada –  USA 12:3 (3:1, 4:0, 5:2)
5. února 1948 (9:00) – Svatý Mořic (Suvretta-Haus)

Branky a nahrávky Kanady: 1:0 1. Wally Halder, 2:0 7. George Mara (Ted Hibberd), 3:1 20. Wally Halder (Reg Schroeter), 4:1 21. Wally Halder (Ab Renaud), 5:1 22. Louis Lecompte (Ted Hibberd), 6:1 24. George Mara, 7:1 26. Wally Halder, 8:2 42. Wally Halder, 9:2 44.Wally Halder, 10:3 53. Reg Schroeter (Wally Halder), 11:3 54. George Mara (Ted Hibberd), 12:3 58. George Mara (Patsy Guzzo).

Branky a nahrávky USA: 2:1 15. Bruce Cunliffe (George Mara), 7:2 41. S. Priddy, 9:3 45. Bruce Cunliffe.

Rozhodčí: Charles Kessler (SUI), Gösta Ahlin (SWE)

Vyloučení: 7:2

Diváků: 1 500
Kanada: Murray Dowey - Frank Dunster, Louis Lecompte, Andre Laperriere, Orval Gravelle - Wally Halder, Reg Schroeter, Ab Renaud - George Mara, Patsy Guzzo, Ted Hibberd.
USA: Goodwin Harding - Stanton Priddy, John Kirrane, Allan Opsahl, Fred Pearson - Bruce Cunliffe, Bruce Mather, Ralph Warburton - Robert Boeser, Jack Riley, Robert Baker.
 Rakousko	–  Itálie	16:5 (3:4, 6:0, 7:1)
5. února 1948 (10:00) – Svatý Mořic (Olympia-Eisstadion Badrutts Park)

Branky Rakouska: 3× Gustav Gross, 2× Franz Csöngei, 2× Friedrich Demmer, 2× Walter Feistritzer, 2× Herbert Ulrich, 2× Friedrich Walter, 2× Rudolf Wurmbrandt, Oskar Nowak.

Branky Itálie: 4× Aldo Federici, Otto Rauth.

Rozhodčí: Kurt Hauser, Emile Goël (SUI)

Vyloučení: 1:1

Diváků: 400
Rakousko: Fredl Huber –  Willibald Stanek, Friedrich Demmer, Egon Engel, Franz Csöngei - Walter Feistritzer, Oskar Nowak, Herbert Ulrich - Rudolf Wurmbrand, Friedrich Walter, Gustav Gross.
Itálie: Gianantonio Zopegni - Dino Innocenti, Luigi Bestagini, Franco Rossi,  Arnaldo Fabris - Vincenzo Fardella, Aldo Federici,  Otto Rauth - Umberto Gerli, Dino Menardi - Claudio Apollonio.
 Československo –  Kanada 0:0
6. února 1948 (8:00) – Svatý Mořic (Suvretta-Haus)

Rozhodčí: Wladislaw Michalik (POL), Frank de Marwitz (GBR)

Vyloučení: 2:4

Diváků: 4 000
ČSR: Bohumil Modrý – Miroslav Sláma, Oldřich Zábrodský, Miloslav Pokorný, Vilibald Šťovík - Ladislav Troják, Vladimír Zábrodský, Stanislav Konopásek - Václav Roziňák, Jaroslav Drobný, Karel Stibor.
Kanada: Murray Dowey - Frank Dunster, Louis Lecompte, Andre Laperriere, Orval Gravelle - Wally Halder, Reg Schroeter, Ab Renaud - George Mara, Patsy Guzzo, Ted Hibberd.
 Švýcarsko –  Polsko 14:0 (8:0, 5:0, 1:0)
6. února 1948 (8:00) – Svatý Mořic (Suvretta-Haus)

Branky a nahrávky Švýcarska: 4. Otto Schübiger (Alfred Bieler), 5. Richard Torriani (Walter Dürst), 7. Alfred Bieler, 12. Hans Dürst (Richard Torriani), 16. Walter Dürst (Hans Dürst), 18. Otto Schübiger, 7:0 19. Heinrich Lohrer, 8:0 19. Hans Dürst, 21. Heinrich Boller (Hans Dürst), 23. Richard Torriani, 11:0 35. Heinrich Lohrer, 12:0 35. Walter Dürst, 39. Heinrich Lohrer (Heinrich Boller), 54. Otto Schübiger (Richard Torriani).

Rozhodčí: Gösta Ahlin (SWE), Josef Hermann (TCH)

Vyloučení: 1:2

Diváků: 100
Švýcarsko: Hans Bänninger - Ferdinand Cattini, Hans Cattini, Werner Lohrer, Heinrich Boller - Alfred Bieler, Heinrich Lohrer, Otto Schübiger - Richard Torriani, Hans Dürst, Walter Dürst.
Polsko: Jan Maciejko - Maksymilian Więcek, Mieczysław Kasprzycki, Henryk Bromowicz, Ernest Ziaja - Tomasz Jasiński, Hilary Skarżyński, Bolesław Kolasa - Eugeniusz Lewacki, Mieczysław Burda, Czesław Marchewczyk.
 Švédsko –  Velká Británie 4:3 (1:2, 1:1, 2:0)
6. února 1948 (8:00) – Svatý Mořic (Palace-Hotel)

Branky a nahrávky Švédska: 4. Claes Lindström (Stig Carlsson), 36. Stig Carlsson, 47. Bror Pettersson, 50. Stig Carlsson.

Branky Velké Británie: 12. Frank Green, 18. Gerry Davey, 25. Lennie Baker.

Rozhodčí: Charlie Kessler (SUI), Jack Lutta (SUI)

Vyloučení: 2:2

Diváků: 10 
Švédsko: Kurt Svanberg (35. Arne Johansson) - Åke Andersson, Åke Ericsson, Gunnar Landelius, Rune Johansson - Rolf Eriksson-Hemlin, Claes Lindström, Stig Carlsson -  Bror Pettersson, Lars Ljungman, Stig Emanuel Andersson.
Velká Británie: Stan Simon - Art Green, Gerry Davey, Thomas Syme, George Baillie - James Chappell, John Oxley, Lennie Baker - John Murray,  Frank Green, Archibald Stinchcombe.
 USA –  Rakousko 13:2 (4:2, 4:0, 5:0)
6. února 1948 (10:00) – Svatý Mořic (Olympia-Eisstadion Badrutts Park)

Branky a nahrávky USA: 1. Bruce Cunliffe (Ralph Warburton),  10. Ralph Warburton (Bruce Mather), 17. Jack Riley, 19. Ralph Warburton (Bruce Mather), 21. Bruce Mather, 27. Bruce Mather, 30. Bruce Cunliffe (Bruce Mather), 36. Ralph Warburton (Bruce Mather), 44. Bruce Cunliffe, 44. Bruce Mather, 55. Fred Pearson, 55. Ralph Warburton, 56. John Garrity.

Branky a nahrávky Rakouska: 6. Egon Engel, 9. Oskar Nowak (Julius Juhn).

Rozhodčí: Vojtěch Okoličány (TCH), Knud Tonsberg (NOR)

Vyloučení: 3:3

Diváků: 2 000
USA: Goodwin Harding - Stanton Priddy, John Kirrane, Allan Opsahl, Fred Pearson - Bruce Cunliffe, Bruce Mather, Ralph Warburton - John Garrity, Jack Riley, Robert Baker.
Rakousko: Fredl Huber –  Franz Csöngei, Friedrich Demmer, Willibald Stanek, Egon Engel - Walter Feistritzer, Oskar Nowak, Herbert Ulrich - Julius Juhn, Friedrich Walter, Gustav Gross.
 USA –  Velká Británie 4:3 (1:1, 2:0, 1:2)
7. února 1948 (8:00) – Svatý Mořic (Palace-Hotel)

Branky a nahrávky USA: 12. Jack Riley (John Garrity), 29ts. Jack Riley, 32. Bruce Cunliffe (Bruce Mather), 54. Bruce Mather (Bruce Cunliffe).

Branky a nahrávky Velké Británie: 19. Frank Green (James Chappell), 45. James Chappell (Frank Green), 49. Gerry Davey (J. Chappell).

Rozhodčí: Vojtěch Okoličány (TCH), Hans-Kurt Tschäppeler (SUI)

Vyloučení: 1:0

Diváků: 100
USA: Goodwin Harding - Stanton Priddy, John Kirrane, Allan Opsahl, Fred Pearson - Bruce Cunliffe, Bruce Mather, Ralph Warburton - John Garrity, Jack Riley, Robert Baker.
Velká Británie: Stan Simon - George Baillie, Gerry Davey, Frederick Dunkleman, Archibald Stinchcombe - James Chappell, Frank Green, Bert Smith - John Murray, John Oxley, Lennie Baker.
 Švédsko –  Itálie 23:0 (6:0, 10:0, 7:0)
7. února 1948 (9:00) – Svatý Mořic (Suvretta-Haus)

Branky Švédska: 1:0 Lars Ljungman, 2:0 Lars Ljungman, 3:0 Stig Carlsson, 4:0 Rolf Petersson, 5:0 Bror Petersson, 6:0 Åke Andersson, 7:0 Bror Petersson, 8:0 Bror Petersson, 9:0 Lars Ljungman, 10:0 Gunnar Landelius, 11:0 Rune Johansson, 12:0 Åke Andersson, 13:0 Rolf Eriksson-Hemlin, 14:0 Lars Ljungman, 15:0 Lars Ljungman, 16:0 Stig Carlsson, 17:0 Lars Ljungman, 18:0 Åke Ericsson, 19:0 Rune Johansson, 20:0 Åke Andersson, 21:0 Rune Johansson, 22:0 Lars Ljungman, 23:0 Rolf Petersson.

Rozhodčí: Charlie Kessler (SUI), Josef Fleischlinger (TCH)

Vyloučení: 0:1
Švédsko: Arne Johansson - Gunnar Landelius, Rune Johansson, Åke Andersson, Åke Ericsson - Bror Pettersson, Lars Ljungman, Rolf Pettersson - Rolf Eriksson-Hemlin, Sven Thunman, Stig Carlsson.
Itálie: Mario Bedogni - Giancarlo Bassi, Franco Rossi, Luigi Bestagini, Ignazio Dionisi - Arnaldo Fabris, Umberto Gerli, Carlo Bulgheroni - Vincenzo Fardella, Otto Rauth, Aldo Federici.
 Československo –  Švýcarsko 	7:1 (1:0, 2:1, 4:0)
7. února 1948 (9:00) – Svatý Mořic (Olympia-Eisstadion Badrutts Park)

Branky a nahrávky Československa: 17. Vladimír Bouzek (Václav Roziňák), 27. Vladimír Zábrodský (Stanislav Konopašek), 30. Vladimír Zábrodský (Stanislav Konopašek), 43. Vladimír Bouzek (Václav Roziniak), 48. Vladimír Zábrodský (Stanislav Konopašek), 6:1 49. Stanislav Konopásek (Vladimír Zábrodský), 7:1 49. Ladislav Troják (Stanislav Konopašek).

Branky a nahrávky Švýcarska: 33. Hans Dürst (Ferdinand Cattini).

Rozhodčí: Gösta Ahlin (SWE), Frank de Marwitz (GBR)

Vyloučení: 7:2 (využití 0:1)

Diváků: 8 000
ČSR: Bohumil Modrý – Miroslav Sláma, Oldřich Zábrodský, Miloslav Pokorný, Vilibald Šťovík - Ladislav Troják, Vladimír Zábrodský, Stanislav Konopásek - Václav Roziňák, Vladimír Bouzek, Karel Stibor.
Švýcarsko: Reto Perl – Hans Cattini, Ferdinand Cattini, Beat Ruedi, Emil Handschin - Hans-Martin Trepp, Ulrich Poltera, Gebhard Poltera - Alfred Bieler, Heinrich Lohrer, Hans Dürst.
 Kanada –  Rakousko 12:0 (5:0, 5:0, 2:0)
7. února 1948 (10:00) – Svatý Mořic (Suvretta-Haus)

Branky a nahrávky Kanady: 1. Wally Halder, 5. Reg Schroeter (Wally Halder), 10. Wally Halder, 15. George Mara (Patsy Guzzo), 17. Reg Schroeter, 21. Wally Halder, 22. Reg Schroeter (Wally Halder), 24. George Mara, 27. Ab Renault (Wally Halder), 36. George Mara, 41. George Mara (P. Guzzo), 44. Wally Halder.

Rozhodčí: Kurt Hauser (SUI), Josef Hermann (TCH)

Vyloučení: 0:0

Diváků: 25 
Kanada: Murray Dowey - Frank Dunster, Louis Lecompte, Andre Laperriere, Orval Gravelle - Wally Halder, Reg Schroeter, Ab Renaud - Ted Hibberd, George Mara, Patsy Guzzo.
Rakousko: A. Huber; W. Shtanek – F. Demmer, Helfried Winger, Egon Engel - Walter Feistritzer, Oskar Nowak, Herbert Ulrich - Julius Juhn, Friedrich Walter, Albert Böhm.
 Československo –  USA 4:3 (3:1, 1:2, 0:0)
8. února 1948 (10:00) – Svatý Mořic (Olympia-Eisstadion Badrutts Park)

Branky a nahrávky Československa: 4. Jaroslav Drobný (Karel Stibor), 11. Ladislav Troják, 15. Vladimír Zábrodský (Oldřich Zábrodský), 24. Stanislav Konopásek (Oldřich Zábrodský).

Branky a nahrávky USA: 12. Jack Riley (Allan Opsahl), 26. Bruce Mather (Ralph Warburton), 39. Bruce Cunliffe

Rozhodčí: Wladislaw Michalek (POL), Pierre van Reyschoot (BEL)

Vyloučení: 2:7 (využití 1:0, v oslabení 0:1)

Diváků: 5 000
ČSR: Bohumil Modrý –  Vilibald Šťovík, Miloslav Pokorný, Přemysl Hainý, Oldřich Zábrodský - Ladislav Troják, Vladimír Zábrodský, Stanislav Konopásek - Václav Roziňák, Jaroslav Drobný, Karel Stibor.
USA: Goodwin Harding - Allan Opsahl, Stanton Priddy, Fred Pearson - Bruce Cunliffe, Bruce Mather, Ralph Warburton - John Garrity, Jack Riley, Robert Boeser - Robert Baker.
 Švédsko	–  Polsko 	13:2 (5:1, 4:1, 4:0)
8. února 1948 (10:00) – Svatý Mořic (Suvretta-Haus)

Branky Švédska: 1. Åke Andersson (Rune Johansson), 3. Rolf Eriksson-Hemlin, 10. Stig Carlsson, 14. Åke Ericson, 18. Rolf Eriksson-Hemlin, 29. Rune Johansson (Lars Ljungman), 34. Rolf Eriksson-Hemlin, 39. Stig Carlsson (Rolf Eriksson-Hemlin), 40. Åke Andersson, 47. Stig Carlsson (Åke Andersson), 51. Svante Granlund, 55. Bror Pettersson, 56. Rolf Eriksson-Hemlin.

Branky Polska: 4. Hilary Skarżyński, 28. Mieczysław Palus (Eugeniusz Lewacki).

Rozhodčí: Hans-Kurt Tschäppeler, Jack Lutta (SUI)

Vyloučení: 0:1

Diváků: 15
Švédsko: Arne Johansson - Gunnar Landelius, Rune Johansson, Svante Granlund, Åke Ericsson - Rolf Ericsson-Hemlin, Åke Andersson, Stig Carlsson - Bror Pettersson, Lars Ljungman, Rolf Pettersson.
Polsko: Henryk Przeździecki - Mieczysław Kasprzycki, Adam Kowalski, Henryk Bromowicz, Stefan Csorich - Mieczysław Burda, Mieczysław Palus, Eugeniusz Lewacki - Alfred Gansiniec,  Hilary Skarżyński, Tomasz Jasiński.
 Velká Británie –  Itálie	14:7 (6:2, 5:3, 3:2)
8. února 1948 (10:00) – Svatý Mořic (Palace-Hotel)

Branky Velké Británie: 4× Frank Green, 4× John Oxley, 2× Lennie Baker, Gerry Davey, Frank Jardine, James Chappell, John Murray.

Branky Itálie: 3× Aldo Federici, Ignazio Dionisi, Umberto Gerli, Otto Rauth, Dino Innocenti.

Rozhodčí: Knud Tonsberg (NOR), Kurt Hauser (SUI)

Diváků: 100
Velká Británie: Stan Simon - Thomas Syme, Gerry Davey, Frederick Dunkleman, Frank Jardine - James Chappell, Frank Green, Bert Smith - John Murray, John Oxley, Lennie Baker.
Itálie: Constanzo Mongini - Dino Innocenti, Luigi Bestagini, Giancarlo Bassi, Arnaldo Fabris - Ignazio Dionisi, Aldo Federici, Otto Rauth - Umberto Gerli, Carlo Bulgheroni, Vincenzo Fardella.
 Kanada –  Švýcarsko 3:0 (1:0, 1:0, 1:0)
8. února 1948 (13:45) – Svatý Mořic (Olympia-Eisstadion Badrutts Park)

Branky Kanady: Wally Halder, Patsy Guzzo, Reg Schroeter

Rozhodčí: Frank de Marwitz (GBR), Pierre van Reyschoot (BEL)

Vyloučení: 7:9 navíc Halder na 2 x 5. min.

Diváků: 10 000
Kanada: Murray Dowey - Frank Dunster, Louis Lecompte, Andre Laperriere, Orval Gravelle - Wally Halder, Reg Schroeter, Ab Renaud - Ted Hibberd, George Mara, Patsy Guzzo.
Švýcarsko: Hans Bänninger - Beat Ruedi, Emil Handschin, Heinrich Lohrer, Heinrich Boller - Hans-Martin Trepp, Ulrich Poltera, Gebhard Poltera - Richard Torriani, Hans Cattini, Hans Dürst.

## Statistiky

### Nejlepší střelci
| Poř. | Nejlepší střelci   | Branky |
| ---- | ------------------ | ------ |
| 1.   | Vladimír Zábrodský | 22     |
| 2.   | Wally Halder       | 21     |
| 3.   | George Mara        | 17     |
| 3.   | Bruce Cunliffe     | 17     |
| 3.   | Jack Riley jr.     | 17     |

### Soupiska Kanady
Kanada (Ottawa RCAF Flyers)

Brankáři: Murray Dowey, King Ross.

Obránci: Louis Lecompte, Andre Laperriere, Frank Dunster, Orval Gravelle, Roy Forbes.

Útočníci: Wally Halder, George Mara, Reg Schroeter, Ab Renaud, Patsy Guzzo, Ted Hibberd, Irving Taylor, Hubert Brooks, Andy Gilpin, Pete Leichnitz.

Trenér: Frank Boucher.
- RCAF Flyers – byl výběr hokejistů z kanadských vojenských jednotek v Evropě, doplněný Wally Halderem.

### Soupiska Československa
Československo

Brankáři: Bohumil Modrý, Zdeněk Jarkovský.

Obránci: Miroslav Sláma, Přemysl Hainý, Miloslav Pokorný, Josef Trousílek, Oldřich Zábrodský, Vilibald Šťovík.

Útočníci: Vladimír Zábrodský, Stanislav Konopásek, Jaroslav Drobný, Václav Roziňák, Karel Stibor, Augustin Bubník, Ladislav Troják, Vladimír Bouzek, Vladimír Kobranov.

Trenéři: Mike Buckna.

### Soupiska Švýcarska
Švýcarsko

Brankáři: Hans Bänninger, Reto Perl.

Obránci: Werner Lohrer, Heinrich Boller, Beat Ruedi, Emil Handschin.

Útočníci: Ulrich Poltera, Heinrich Lohrer, Hans Dürst, Walter Dürst, Gebhard Poltera, Alfred Bieler, Hans-Martin Trepp, Otto Schübiger, Richard Torriani, Ferdinand Cattini, Hans Cattini.

Trenér: Wynn Cook.

### Soupiska USA
4.  USA (AHAUS)

Brankáři: Goodwin Harding, Terrell Van Ingen jr.

Obránci: Donald Geary, John Kirrane, Allan Opsahl, Stanton Priddy.

Útočníci: Bruce Mather, Bruce Cunliffe, Ralph Warburton, Robert Boeser, John Garrity, Robert Baker, Ruben Bjorkman, Fred Pearson, Jack Riley jr.

Trenér: John Garrison.

### Soupiska Švédska
5.  Švédsko

Brankáři: Arne Johansson, Kurt Svanberg.

Obránci: Åke Andersson, Åke Ericson, Rune Johansson, Gunnar Landelius, Sven Thunman.

Útočníci: Stig Emanuel Andersson, Stig Carlsson, Rolf Eriksson-Hemlin, Svante Granlund, Claes Lindström, Lars Ljungman, Holger Nurmela, Bror Pettersson, Rolf Pettersson.

Trenér: Vic Lindqvist.

### Soupiska Velké Británie
6.  Velká Británie

Brankáři: Stan Simon.

Obránci: Thomas Syme, Art Green, James Chappell, John Oxley.

Útočníci: George Baillie, Lennie Baker, Gerry Davey, Frederick Dunkleman, Frank Green, Frank Jardine, John Murray, Bert Smith, Archibald Stinchcombe.

Trenér: Carl Erhardt.

### Soupiska Polska
7.  Polsko

Brankáři: Henryk Przeździecki, Jan Maciejko.

Obránci: Henryk Bromowicz, Adam Kowalski, Hilary Skarżyński, Maksymilian Więcek.

Útočníci: Mieczysław Burda, Stefan Csorich, Tadeusz Dolewski, Alfred Gansiniec, Tomasz Jasiński, Mieczysław Kasprzycki, Bolesław Kolasa, Eugeniusz Lewacki, Czesław Marchewczyk, Mieczysław Palus, Ernest Ziaja.

Trenér: Zbigniew Kasprzak.

### Soupiska Rakouska
8.  Rakousko

Brankáři: Fredl Huber, Hansjörg Reichel.

Obránci: Franz Csöngei, Friedrich Demmer, Egon Engel, Willibald Stanek.

Útočníci: Albert Böhm, Walter Feistritzer, Gustav Gross, Adolf Hafner, Julius Juhn, Oskar Nowak, Hans Schneider, Herbert Ulrich, Friedrich Walter, Helfried Winger, Rudolf Wurmbrand.

### Soupiska Itálie
9.  Itálie

Brankáři: Constanzo Mongini, Gianantonio Zopegni

Obránci: Ignazio Dionisi, Franco Rossi, Mario Bedogni, Aldo Federici, Claudio Apollonio, Giancarlo Bassi.

Útočníci: Luigi Bestagini, Giancarlo Bucchetti, Carlo Bulgheroni, Arnaldo Fabris, Vincenzo Fardella, Umberto Gerli, Dino Innocenti, Dino Menardi, Otto Rauth.

Trenér: Othmar Delnon.